# Zöld gém
A zöld gém (Butorides virescens) a madarak (Aves) osztályának gödényalakúak (Pelecaniformes) rendjébe, ezen belül a gémfélék (Ardeidae) családjába tartozó faj.

## Rendszerezése
A fajt Carl von Linné svéd természettudós írta le 1758-ban, az Ardea nembe  Ardea virescens néven. Szerepelt a mangrovegém (Butorides striata) alfajaként Ardeola striatus virescens néven is

## Alfajai
- Butorides virescens anthonyi (Mearns, 1895)
- Butorides virescens frazari (Brewster, 1888)
- Butorides virescens maculata (Brewster, 1888) – Karib-szigetek és Közép-Amerika
- Butorides virescens virescens (Linnaeus, 1758)[2] – USA és Kanada

## Előfordulása
Észak-Amerika középső és déli részétől Mexikón keresztül, Közép-Amerikáig elterjedt. Telelni délre vonul, eljut Dél-Amerika északi részéig.

## Megjelenése
Testhossza 48 centiméter. Fején felborzolható tollak vannak, nyaka vörös, szárnyai zöldek.
|  |  |

## Életmódja
Sekély vízben lesben állva kapja el, halakból, rákokból és más vízi állatokból álló táplálékát.

## Szaporodása
Vízpart közelében fákra, bokrokra rakja, gallyakból és nádból készített fészkét. Fészekalja 3-5 tojásból áll, melyen 20 napig kotlik.

## Természetvédelmi helyzete
Az elterjedési területe rendkívül nagy. A Természetvédelmi Világszövetség Vörös listáján nem szerepel.